# IC 3730
IC 3730 ist eine Spiralgalaxie vom Hubble-Typ Scd im Sternbild Coma Berenices am Nordsternhimmel. Sie ist schätzungsweise 312 Millionen Lichtjahre von der Milchstraße entfernt.
Das Objekt wurde am 27. Januar 1904 von Max Wolf entdeckt.